# Kyle Waddell
Kyle Waddell (* 15. Dezember 1993 in Bellshill) ist ein schottischer Curler. Seit der Saison 2018/19 spielt er als Third in Team um Skip Ross Paterson.

## Karriere
Waddell begann seine internationale Karriere bei der Juniorenweltmeisterschaft 2012, wo er als Second des schottischen Teams um Kyle Smith die Bronzemedaille gewinnen konnte. Bei der Juniorenweltmeisterschaft 2013 wurde er mit dem Team Weltmeister. Bei seiner letzten Teilnahme 2014 erreichte er mit einer Silbermedaille erneut einen Podiumsplatz.
Bei der Winter-Universiade 2013 gewann er als Second des Teams des Scottish Agricultural College, Edinburgh, die Silbermedaille. 
Bei der Europameisterschaft 2017 in St. Gallen konnte Waddell nach einem Halbfinalsieg gegen die Schweiz (Skip: Peter de Cruz) in das Finale gegen das schwedische Team von Niklas Edin einziehen; die Schotten verloren dort aber 10:5, da es den Schweden gelang, im letzten End vier Steine zu stehlen.
Waddell vertrat mit seinen Teamkollegen (Skip: Kyle Smith, Third: Thomas Muirhead, Lead: Cameron Smith, Alternate: Glen Muirhead) Großbritannien bei den Olympischen Winterspielen 2018. Nach fünf Siegen und vier Niederlagen in der Round Robin stand seine Mannschaft zusammen mit der Schweiz auf einem geteilten vierten Platz und musste für den Einzug in die Finalrunde einen Tie-Breaker gegen das Team von Peter de Cruz spielen. Die Briten unterlagen den Schweizern mit 5:9 und schlossen damit das olympische Turnier auf dem fünften Platz ab.
Nach dem Ende der Saison 2017/18 wechselte Waddell als Third in das neuformierte Team um Ross Paterson.

## Privatleben
Waddell hat einen Bachelorabschluss an der University of the West of Scotland erworben und studiert in einem Masterstudiengang an der University of Stirling. Er ist der Enkel von Jimmy Waddell, dem Sieger der Europameisterschaft 1979.